# 武泽尼察
武泽尼察是斯洛文尼亞北部武泽尼察市镇内的城鎮及其行政中心。面積2.9平方公里，2002年人口1,522。人口密度約520人/km2。

## 外部連結
- Municipality of Vuzenica on Geopedia （页面存档备份，存于）